# Йосиф Венцель I Ліхтенштейн
Йозеф Венцель I фон Ліхтенштейн (нім. Joseph Wenzel I; 9 серпня 1696 Прага — 10 лютого 1772) — 4-й князь Ліхтенштейну, глава сімейства у 1712–1718, 1732–1745 і 1748–1772 роках, генерал-фельдмаршал Австрії (12 травня 1745).

## Біографія
Йозеф Венцель народився у Празі, він був старшим сином князя Філіпа Еразмуса Ліхтенштейна (11 вересня 1664 — 13 січня 1704) та Христини Терези фон Левенштайн-Вертайм-Рошфор (12 жовтня 1665 — 14 квітня 1730); був племінником Антона Флоріана. Мав молодших братів: Емануїла та Йоганна Антона.
У 1735—1736 роках він був імперським посланцем у Берліні, в 1738–1741 роках — послом у Парижі.
Йозеф Венцель був генералом, причому бойовим генералом. У 1745 році він став генералісимусом в Італії, та на наступний рік, у ході Війни за австрійську спадщину, виграв важливий бій під П'яченцею.
У 1753 році він став генералом-головнокомандувачем в Угорщині. Одним з його найбільших діянь у ході кар'єри стала проведена ним реорганізація габсбурзької артилерії, частково оплачена з власної кишені.
У 1760 році він ескортував до Відня майбутню наречену Йосипа II.
Йозефу Венцелю довелося правити Ліхтенштейном тричі. Спочатку, в 1712–1718 роках, він правив як самостійний правитель. У 1732–1745 він правив, опікуючи Йоганна Непомука Карла, спадкоємця Йосипа Йоганна Адама. Втретє, у 1748–1752 роках, він правив як представник князівської родини Ліхтенштейну.
Він був 698-м лицарем австрійського Ордена Золотого руна.
Коли у 1772 році він помер у Відні, не залишивши спадкоємця, Ліхтенштейн перейшов до його племінника, Франца Йосипа I.

## Родина і діти
У 1718 році Йосип Венцель одружився зі своєю кузиною, княгинею Анною Марією Антонією, донькою Антона Флоріана. У них було п'ятеро дітей, які померли у дитинстві:
- Князь Філіп Антон (1719)
- Князь Філіп Антон (1720)
- Князь Філіп Ернст (1722–1723)
- Княгиня Марія Єлизавета (1724)
- Княгиня Марія Олександра (1727)